# Battlecross

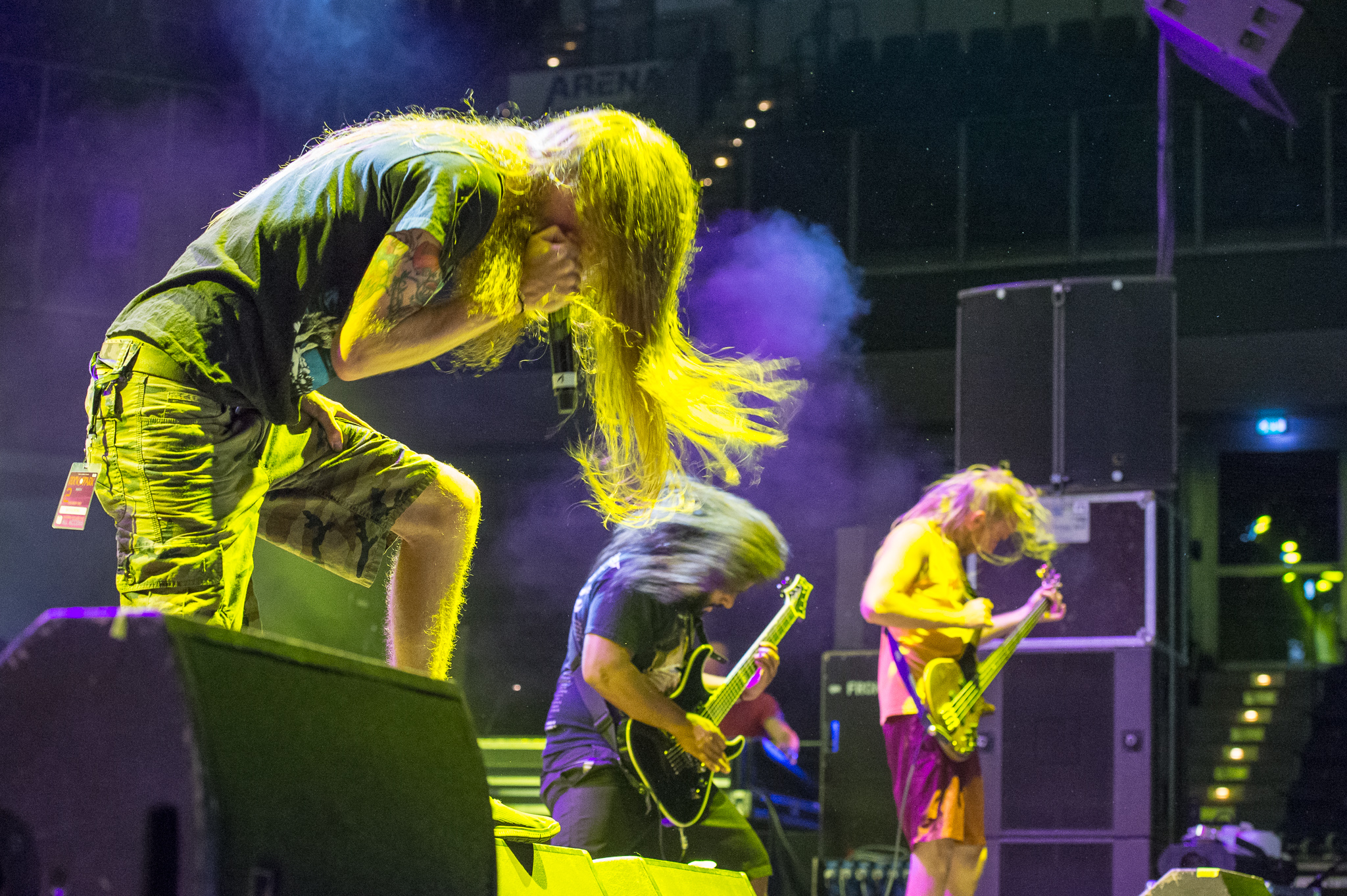
Battlecross

Battlecross is een Amerikaanse thrash- en deathmetalband afkomstig van Canton in Michigan. De band werd opgericht in 2003 door Tony Asta en Hiran Deraniyagala. Een jaar later kreeg de band de naam Battlecross. Tijdens een drumauditie in de lente van 2007 deed drummer Michael 'Mike' Kreger zijn intrede. In de herfst van 2008 kwam de bassist Don Slater bij de groep. Twee jaar later werd Kyle Gunther frontman van Battlecross.

## Artiesten
- Kyle Gunther – Vocaal
- Tony Asta – Gitaar
- Hiran Deraniyagala – Gitaar
- Alex Bent – Drums
- Don Slater – Bassist

## Albums
- Push Pull Destroy - 2010
- Pursuit of Honor - 2011
- War Of Will - 2013
- Rise To Power - 2015